# Jeune Nègre tenant un arc
Le Jeune Nègre tenant un arc est une peinture à l'huile sur toile, réalisée en 1697 par le peintre, dessinateur, pastelliste français Hyacinthe Rigaud (1659 - 1743).

## Description
Le tableau représente un jeune esclave, en buste, le visage orienté à droite, portant un turban, la livrée verte de la famille de Conti et un large collier de métal, symbole de sa condition servile. Le turban renvoie à la mode orientaliste de l'époque qui parent les jeunes Noirs en petits eunuques d'une cour ottomane et l'arc n'est qu'un accessoire qui évoquerait le rôle de messager de Cupidon que remplissaient souvent ces jeunes pages. Le somptueux costume, quant à lui, est un hommage au goût et à la richesse du maître. Le collier enserrant le cou, quoiqu'en argent rappelle la servitude.

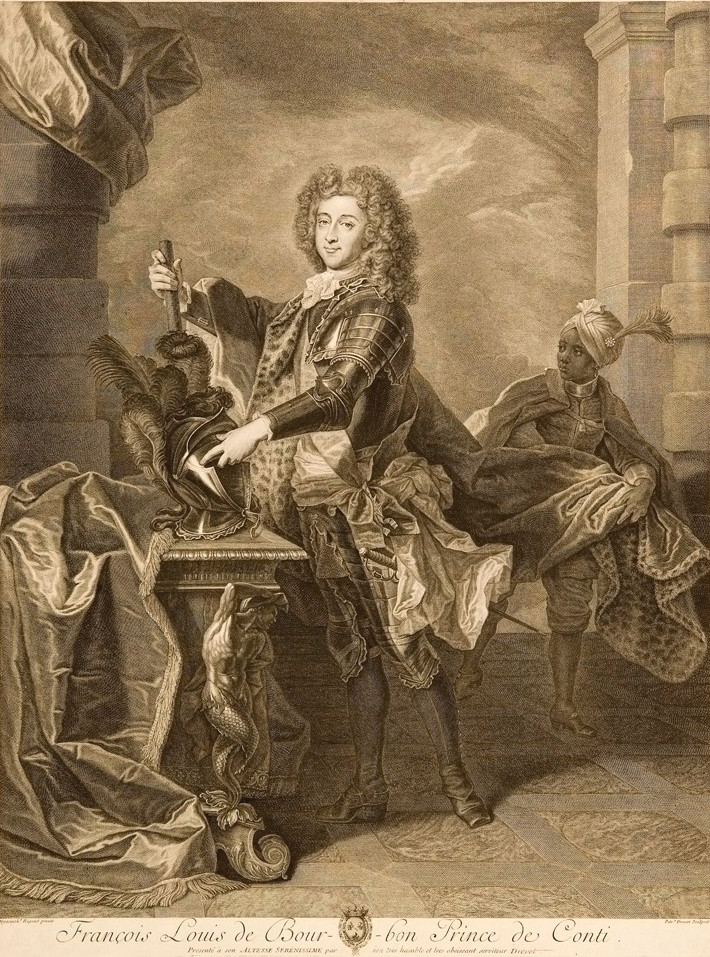
Portrait de François-Louis de Bourbon-Conti par Pierre Drevet, 1700.

Ce personnage apparaît dans un portrait officiel de François-Louis de Bourbon-Conti, gravé par Pierre Drevet en 1700.
Le jeune esclave est représenté avec magnificence : la palette est chatoyante et raffinée, l’attitude est noble et naturelle à la fois, les ombres et les lumières contrastées accentuent le jeu des matières et des brillances différenciées des satins, de l’œil, de la peau, du collier de métal, la manière et la touche sont à la fois amples et fondues.
Toutefois, ce troublant portrait, pièce d'une des collections du musée des Beaux-Arts de Dunkerque depuis 1982, ne peut pas être admiré actuellement car depuis le 1er avril 2015 ce musée a fermé ses portes.

## Le modèle
L'identité du modèle n'est pas connue.
Le jeune homme, vêtu de riche tissus, porte a son cou un collier rappelant sa condition d'esclave.
Ce jeune homme fut le modèle de Rigaud pour représenter le corps du roi dans son portrait de Louis XIV en costume de sacre.